# قرنبيط بالجبنة
قرنبيط بالجبنة (يعرف أحياناً بقرنبيط وجبنة) هو طبق إنجليزي تقليدي. يمكن تقديمه كطبق رئيسي على الغداء أو العشاء، أو كطبق جانبي.
يتكون طبق القرنبيط بالجبنة من قطع قرنبيط مسلوقة جيداً وتغطى بصلصة الجبن، حيث تستخدم أنواع الجبن الصلبة كجبنة تشيدر. وتستخدم صلصة البشاميل (الصلصة البيضاء) أو صلصة التشيدر المنكّهة بالخردل الإنجليزي وجوزة الطيب. ويوضع الجين المبشور على وجه الطبق وقد يخلط مع فتات الخبز، ثم يشوى الطبق.
تضاف مكونات أخرى كالباستا والتونة عند تقديم الطبق كوجبة رئيسية.

## التاريخ
يعتقد بأن تاريخ هذا الطبق يعود للفترة التي أدخل فيها القرنبيط إلى بريطانيا في القرن السابع عشر الميلادي، لكن تاريخ الطبق غير محدد. يعتقد بأن القرنبيط منشأه كيثيريا في قبرص، وقد كانت مستعمرة بريطانية سابقاً. استخدمت صلصة البشاميل على نطاق واسع في الطبخ القبرصي في القرن التاسع عشر وبدايات القرن العشرين. ويقال أيضاً بأن القرنبيط أدخل إلى الغرب إبان الحكم الفرنسي لقبرص. وقد كان اسم القرنبيط بالفرنسية هو (chou de Chypre) وتعني ملفوف قبرص. كانت هذه وجبة يعتمد عليه الفقراء لعدم توفر اللحوم، حيث كانت شعبية في القرن السابع عشر. أقدم وصفة للقرنبيط بالجبنة تعود إلى عام 1861 حيث استخدمت جبنة البارميزان. في القرنين التاسع عشر والقرن العشرين، كان الطبق يقدم مع اللحم المشوي والبطاطا وكانت تقدم تقليدياً كغداء الأحد خاصة في أشهر الشتاء.
في المملكة المتحدة، يتم تحضير القرنبيط بالجبنة على نطاق واسع على اعتباره وجبة نباتية كما تستخدم في تغذية الأطفال.